# УП-277
УП-277 - українська ракета "повітря-повітря" середньої дальності з активною радіолокаційною головкою самонаведення.
Як інформують національні ЗМІ, українське державне підприємство КБ Луч на виставці в Києві з 15 до 18 червня 2021 року на «Зброя та безпека - 2021» вперше показало макет розробленої ним керованої авіаційної ракети УП-277 класу «повітря-повітря» середньої дальності з активною ГСН. Виходячи із індексу ракети і її обліку, УП-277 фактично створюється на основі першої радянської ракети Р-77 класу «повітря-повітря» середньої дальності з активною ГСН, серійне виробництво якої відбувалось з кінця 1980-х років на заводі «Артем» (Київ), але було припинене після виходу установочної партії у зв'язку з розпадом СРСР. Візуальною відмінністю УП-277 від Р-77 є заміна хвостових решітчастих рулів на звичайні. Заявлено, що ракета УП-277 передбачена для перехоплення і знищення об'єктів повітряного нападу і розвідки з ЕПР не менше 0,1 м². Ракета УП-277 має вищі тактичні можливості і перешкодозахищеність, оснащена активною радіолокаційною ГСН і неконтактним радіолокаційним датчиком цілі. Ракета розрахована до використання у системах озброєння винищувачів, пуск ракети виконується з пускового пристрою.
Варто додати, що "Радіонікс" також розробляє серію активних головок самонаведення калібром 200 мм міліметрового діапазону хвиль для перспективних ракет "повітря-повітря" (зокрема для нової ракети середньої дальності УП-277 від КБ "Луч") та ГСН різних типів для оновлення лінійки ракет Р-27, які виготовляють на ДАКХ "Артем".

## Характеристики
Можливість уражати цілі з ЕПР не менше 0,1 м²
- Цілодобово
- В передню і задню напівсферу ворога
- На фоні землі, неба і водної поверхні
- В простих і складних метеоумовах

- З активною інформаційною і маневровою протидією

Висота польоту носія: 20 - 20 000 метрів
Висота враження цілі: 20 - 25 000 метрів
Швидкість носія: 400 - 2 500 км/час 
Швидкість цілі: не більше 3 000 км/час 
Співвідношення швидкості носія і цілі: 0,8 - 2,0 
Перевантаження цілі: 0 - 12 G 
Положення цілі над (під) літаком: 0 - 10 000 метрів 
Кути цілеуказання: 0 - 55° 
Максимальна дальність пуску в умовах атаки:
• в задню напівсферу 50 км
• в передню напівсферу 80 км
• в бокових ракурсах: 35 км
Мінімальна дальність пуску в умовах атаки:
• в задню напівсферу: 1,2 км 
• в передню напівсферу: 4 км 
Маса: не більше 180 кг 
Маса БЧ: не менше 20 кг.

## Перспективи проєкту
Є чимало ознак, що увага влади до ракетної тематики у 2020-2021 роках суттєво збільшилася. Зокрема, напередодні 29-го Дня Незалежності України комплекс протикорабельних крилатих ракет РК-360МЦ «Нептун» виробництва «Луч» було прийнято на озброєння в ЗСУ. Розробник «Нептуна», генеральний конструктор-генеральний директор «Луч» Олег Коростельов став Героєм України, а Міноборони України зі свого боку вирішило питання постачання першого дивізіону комплексів протикорабельних крилатих ракет РК-360МЦ «Нептун». Справа пішла, попри виникнення складних питань. Наприклад, через системні проблеми вітчизняного виробника – кременчуцької компанії «АвтоКрАЗ» – оперативно вирішили випускати перший дивізіон на колісній базі чеської компанії TATRA. 
А вже напередодні ювілейного Дня Незалежності президент Зеленський видав указ про присвоєння звання "Герой України" головному апологету ракетних програм – першому віцепрезидентові Національної академії наук України, академіку Національної академії наук України Володимиру Горбуліну. Це – показовий факт, хоча він є непрямим свідченням певних ментальних змін у владі. 
Значний крок зроблено в Україні й у сфері розвитку авіаційних керованих ракет середньої дальності класу «повітря-повітря» Р-27. Зокрема, ракета суттєво удосконалена та має значно кращі характеристики, ніж радянська. На її базі група підприємств веде розробку. Але станом на початок 2021 року це потужне озброєння до літаків Су і МіГ виробляється в Києві на ДАХК «Артем» без російських комплектуючих. Інфрачервона головка самонаведення цієї ракети ГСН-203Т, що була створена компанією «Радіонікс», забезпечує дальність захоплення типової цілі на зустрічному курсі до 30 км, навздогін – близько 90 км. 
«Такі цілі, наприклад, як Су-27 в задню півсферу, ця головка може виявляти на дальності близько 90 км, що, по суті, перевищує дальність виявлення оптико-локаційної станції винищувача Су-27 і, тим більше, винищувача МіГ-29. Тобто створена система на сьогодні є унікальною. І вона може служити основою для створення ракет наступного покоління», – наголосив директор «Радіоніксу» Станіслав Зав'ялов, додавши, що нова активна головка самонаведення розробляється на замовлення Індії, але може бути використана й в інтересах ЗСУ.
Під час виставки «Зброя та Безпека-2021» «Луч» справді презентувало відразу дві перспективні керовані ракети для повітряного бою. Зокрема, ракету класу середньої дальності УП-277 з активною радіолокаційною головкою самонаведення та високоманеврову перспективну ракету ближнього повітряного бою з інфрачервоною головкою самонаведення. Також для Збройних сил розробляється ракета «повітря-повітря» нового покоління «Агат». 
Над власним проєктом зі створення нової надзвукової авіаційної ракети «Блискавка» продовжують працювати і в КБ «Південне». Це має бути керована ракета класу «повітря-поверхня», яка призначена для знищення широкого спектра наземних або надводних цілій на дальності до 110 км і швидкості до 2 500 км/год. Вона може посилити літаки Су-24, Су-27 і МіГ-29, а також, як стверджують розробники, ракета розробляється так, щоб була можливою її адаптація під іноземні носії, зокрема: багатоцільові винищувачі американського виробництва F-15 і F-16, французькі Rafale чи китайські J-10.
Нові ракетні комплекси, котрі проїхали Хрещатиком у складі механізованих військ на параді до 30-ї річниці Дня Незалежності України, стали справжньою родзинкою дійства і своєрідною "червоною хусткою" для Кремля. Напередодні Дня Незалежності РНБО закріпив рішення, згідно якому у 2031 році Україна витратить на ракетне озброєння більше як 200 млрд гривен.
Все це повинно відбутися у рамках реалізації нової Стратегії розвитку оборонно-промислового комплексу.
Стосовно цього в статті до видання Lb.ua пише популярний український військовий експерт, директор Центру дослідження армій, конверсії і роззброєння Валентин Бадрак.